# Ekehaar
Ekehaar (52° 57′ N, 6° 36′ L) é uma cidade dos Países Baixos, na província de Drente. Ekehaar pertence ao município de Aa en Hunze, e está situada a 6 km, a sul de Assen.
Em 2001, a cidade de Ekehaar tinha 199 habitantes. A área urbana da cidade é de 0.14 km², e tem 77 residências. 
A área de Ekehaar, que também inclui as partes periféricas da cidade, bem como a zona rural circundante, tem uma população estimada em 400 habitantes.